# Editura „Politehnica”
Editura „Politehnica” este o instituție de cultură aflată în subordinea Universității Politehnica Timișoara.

## Profil
Înființată în 12 decembrie 1996, Editura „Politehnica” este profilată pe carte tehnică, științifică și didactică, însă acest profil nu este exclusiv. Scopul declarat a fost acel de a contribui la creșterea prestigiului universității tutelare, prin publicarea unor lucrări reprezentative pentru potențialul științific și tehnic al Universității Politehnica Timișoara, însă această declarație nu trebuie interpretată în mod exclusivist, în sensul că ar fi publicate doar lucrările elaborate în cadrul sau de autori din universitatea tutelară.

## Organizare
Colectivul editurii este format din secretarul științific al Universității Politehnica Timișoara, directorul editurii, trei redactori, un secretar și un tehnoredactor. Pentru tipărirea cărților editura folosește baza materială a litografiei Universității Politehnica Timișoara, actual această bază fiind mult dezvoltată. Realizarea copertelor se face în colaborare cu alte tipografii. 

## Publicații
Formatul recomandat pentru cărți este cel preconizat de Editura Tehnică, adică 17 x 24 cm, cu o oglindă a paginii de 13,5 x 20 cm. Fontul recomandat este Times New Roman 11 pt, rezultând o densitate de cca. 3000 de caractere în pagină, densitate care permite o comparație justă a volumului lucrărilor în mediile universitare.
| An   | Titluri | Total |
| ---- | ------- | ----- |
| 1997 | 10      | 10    |
| 1998 | 20      | 30    |
| 1999 | 28      | 58    |
| 2000 | 34      | 92    |
| 2001 | 36      | 128   |
| 2002 | 38      | 166   |
| 2003 | 71      | 237   |
| 2004 | 76      | 313   |
| 2005 | 80      | 393   |
| 2006 | 85      | 478   |
| 2007 | 90      | 568   |

Colecțiile editurii sunt:
- Colecția Liceu
- Colecția Student
- Colecția Master
- Colecția Sinteze
- Colecția Proiectare
- Colecția Prelucrarea semnalelor
- Colecția Instrumentație
- Colecția Electronică
- Colecția Energetică
- Colecția Mecanică
- Colecția Metrologie
- Colecția Pneumatică
- Colecția Hidraulică
- Colecția Tehnologie
- Colecția Prelucrarea datelor
- Colecția Modelare-Simulare
- Colecția Rezistenta materialelor
- Colecția Ecologie
- Colecția Electrochimie
- Colecția Economie
- Colecția Programare
- Colecția Calcul numeric
- Colecția Metodică
- Colecția Practică
- Colecția Corpore sano